# Муравльов Олексій Олексійович
Муравльов Олексій Олексійович (рос. Муравлёв Алексей Алексеевич; 2 травня 1924, Тбілісі — 22 квітня 2023, Москва) — радянський і російський композитор, піаніст, педагог. Заслужений діяч мистецтв РРФСР (1981). Лауреат Державної премії СРСР (1950).

## Життєпис
Народився 2 травня 1924 року у Тбілісі. Закінчив Московську державну консерваторію імені П. І. Чайковського (1949, клас Віссаріона Шебаліна, Юрія Шапоріна).
Автор кантат, ораторій, музики до художніх фільмів: «Муму» (1959), «Хмари над Борськом» (1960), «Перше побачення» (1960), Коли розходиться туман (1970), «Я — Тянь-Шань» (1972), «Жили-були в першому класі...» (1977), «Любов моя вічна» (1981), «Повінь» (1981) тощо, а також до українських стрічок: «Білий пудель» (1956), «Дім з мезоніном» (1960), «Місто — одна вулиця» (1964), «Важкі поверхи» (1974, т/ф).